# Josh Selby
Josh Selby (ur. 27 marca 1991 w Baltimore) – amerykański zawodowy koszykarz, występujący na pozycji rozgrywającego.
W 2010 wystąpił w meczu gwiazd amerykańskich szkół średnich - McDonald’s All-American oraz Jordan Classic. Został też zaliczony do II składu Parade i USA Today All-American oraz I składu turnieju Nike Global Challenge.
W latach 2011–2013 zawodnik Memphis Grizzlies. Karierę koszykarską rozpoczął podczas studiów na uniwersytecie Kansas. Po roku nauki zgłosił się do draftu NBA 2011, w którym to został wybrany z numerem 49 przez Memphis Grizzlies. W lipcu 2012 roku został wybrany wspólnie z Damianem Lillardem najbardziej wartościowym zawodnikiem ligi letniej NBA.

## Osiągnięcia
Stan na 10 września 2018, na podstawie, o ile nie zaznaczono inaczej.
NCAA
- Uczestnik rozgrywek Elite 8 turnieju NCAA (2011)
- Mistrz:
  - turnieju konferencji Big 12 (2011)
  - sezonu regularnego Big 12 (2011)

NBA
- MVP letniej ligi NBA (2012)
- Zaliczony do I składu letniej ligi NBA (2012)

Indywidualne
- Uczestnik meczu gwiazd ligi izraelskiej (2015, 2017)